# Нейт (Ганимед)
Нейт — куполообразный ударный кратер в области Перрин спутника Юпитера Ганимеда.
Назван по имени Нейт — египетской богини охоты и войны.

## Строение
Относится к так называемым «пенпалимпсестам» или «купольным кратерам», имеющими в своём строении одновременно две характерные черты, как свежего ударного кратера, так и палимпсеста (пятна оставленного на ледяном покрове более старым ударом уже подвергшемся естественной коррозии). Подобные геологические образования характерны для Каллисто, самого удалённого спутника Юпитера.. Отличительной чертой кратера является циклический купол диаметром 45 километров, окружающая его устойчивая местность, окружена ободом. Купол кратера окружён венком из пересечённой местности, причём край купола не является краем самого кратера, а лишь выступает в роли барьера, отделяющего купол от круговой области (обода). За пределами обода видны отчётливые геологические зубчатые шрамы, оставленные выброшенным при ударе веществом. Морфология кратера даёт понять, что выброшенное вещество было расплавлено энергией удара. В зависимости от моделей интенсивности бомбардировок планет Солнечной системы кометами и астероидами, оценки возраста Нейта составляют от 1 до 3,9  млрд лет.
Диаметр кратера — 160 километров.